# Whately (Massachusetts)
Whately é uma vila localizada no condado de Franklin no estado estadounidense de Massachusetts. No Censo de 2010 tinha uma população de 1.496 habitantes e uma densidade populacional de 27,98 pessoas por km².

## Geografia
Whately encontra-se localizado nas coordenadas 42° 25′ 52″ N, 72° 38′ 33″ O. Segundo o Departamento do Censo dos Estados Unidos, Whately tem uma superfície total de 53.47 km², da qual 52.14 km² correspondem a terra firme e (2.47%) 1.32 km² é água.

## Demografia
Segundo o censo de 2010, tinha 1.496 pessoas residindo em Whately. A densidade populacional era de 27,98 hab./km². Dos 1.496 habitantes, Whately estava composto pelo 97.39% brancos, o 0.8% eram afroamericanos, o 0% eram amerindios, o 0.4% eram asiáticos, o 0.07% eram insulares do Pacífico, o 0.4% eram de outras raças e o 0.94% pertenciam a duas ou mais raças. Do total da população o 1.74% eram hispanos ou latinos de qualquer raça.